# 新舊唐書合鈔
《新旧唐书合钞》是清朝沈炳震的一本著作，共二百六十卷。該書內容主要汇编《旧唐书》、《新唐书》。
纪传體主要來自於《旧唐书》，作者用《新唐书》為纪传體內容作註解。唐宣宗之後的本紀則基本上來自於《新唐書》。
該書中的曆、天文、五行、地理、兵、仪卫等志以《新唐书》为主；乐、职官、舆服、经籍、刑法等志以《旧唐书》为主；礼、选举、食货等志則平均使用《旧唐书》、《新唐书》。作者還重新修訂《新唐书·方镇表》和《新唐书·宰相世系表》的錯漏。如兩書記載有互異處，則只取兩書互訂，附以案語，不引他書為佐證。嚴耕望則表示該書“甚有卓識，但是詳者鈔之未盡，誤者摘發殊少。”有乾隆間海昌查世倓刻本、同治十年吳氏清來堂查刻修補本。